# 留德十年
《留德十年》，季羡林的著作，从1992年至今，已先后再版4次。該书记述了季羡林1935年留德期间在哥廷根大学的求学经过。在这十年里，季羡林先生先后经历了学业的选择，二战的苦难，以及对同学友人的深情回忆。

## 版本
- 《留德十年》1992年，东方出版社 （页面存档备份，存于）
- 《留德十年》2004年，中国人民大学出版社 （页面存档备份，存于）
- 《留德十年》2006年，三联书店（香港）
- 《留德十年》2008年，人民出版社